# Oxidación de Corey–Kim
La oxidación de Corey-Kim es una reacción de oxidación utilizada para sintetizar aldehídos y cetonas a partir de alcoholes primarios y secundarios. Lleva el nombre del químico y premio Nobel estadounidense Elias James Corey y del químico coreano-estadounidense Choung Un Kim.
Aunque la oxidación de Corey-Kim posee la ventaja distintiva sobre la oxidación Swern de permitir una operación por encima de –25 °C, no se usa tan comúnmente debido a problemas con la selectividad en sustratos susceptibles de cloración por N-clorosuccinimida.

## Mecanismo de reacción
El sulfuro de dimetilo (Me2S) se trata con N-clorosuccinimida (NCS), lo que resulta en la formación de una especie "DMSO activa" que se utiliza para la activación del alcohol. La adición de trietilamina al alcohol activado conduce a su oxidación a aldehído o cetona y a la generación de sulfuro de metilo. En variación con otra oxidación de alcohol usando "DMSO activado", la especie oxidante reactiva no se genera por reacción de DMSO con un electrófilo. Más bien, se forma por oxidación de sulfuro de dimetilo con un oxidante (NCS).
Bajo las condiciones de Corey-Kim, los alcoholes alílicos y bencílicos tienden a evolucionar a los correspondientes cloruros de alilo y bencilo, a menos que la activación del alcohol sea seguida rápidamente por la adición de trietilamina. De hecho, las condiciones de Corey-Kim, sin adición de trietilamina, son muy eficientes para la transformación de alcoholes alílicos y bencílicos en cloruros en presencia de otros alcoholes.

## Variaciones
La sustitución de sulfuro de dimetilo con algo menos nocivo ha sido el objetivo de varios proyectos de investigación. Ohsugia y col. sustituyó un sulfuro de cadena larga, dodecil metil sulfuro, por dimetil sulfuro. Crich y col. Utilizó la tecnología fluorada de la misma manera.. Ohsugia Et al